# Domenico Faccenna
Domenico Faccenna (Castel Madama, 1923 – Roma, 2008) è stato un archeologo italiano, socio nazionale dell'Accademia Nazionale dei Lincei dal 1990.
Tra le sue molteplici attività si segnalano le campagne di scavo condotte, dal 1955 al 1995, nella valle dello Swāt (Pakistan) per approfondire gli studi sull'architettura e l'arte buddhista nel Gandhāra. Diresse dal 1957, anno della sua istituzione, fino al 1976 il Museo nazionale d'arte orientale di Roma, alla cui creazione diede un valido apporto.